# Potamocorbula adamsi
Potamocorbula adamsi is een tweekleppigensoort uit de familie van de Corbulidae. De wetenschappelijke naam van de soort is voor het eerst geldig gepubliceerd in 1869 door Tryon.